# Капитановка (Конотопский район)
Капитановка (укр. Капітанівка) — село,
Жовтневский сельский совет,
Конотопский район,
Сумская область,
Украина.
Код КОАТУУ — 5922083303. Население по переписи 2001 года составляло 28 человек.

## Географическое положение
Село Капитановка находится на правом берегу водохранилища Ромен (река Ромен),
выше по течению на расстоянии в 2 км расположено село Шпотовка,
ниже по течению на расстоянии в 0,5 км расположено село Куриловка,
на противоположном берегу — село Нехаевка.
По селу протекает пересыхающий ручей с запрудами.